# 绍莫吉维斯洛
绍莫吉维斯洛，是匈牙利巴兰尼亚州所辖的一个村。总面积12.63平方公里，总人口246，人口密度19.5人/平方公里（2011年1月1日）。